# 아드리안 호벤
아드리안 호벤(Wilhelm Arpad Peter Hofkirchner, 1922년 5월 18일 ~ 1981년 4월 28일)은 오스트리아의 배우, 영화 감독, 각본가, 영화 프로듀서, 영화배우이다.

## 영화
- 루핑 (1981년)
- 릴리 마를렌 (1981년)
- 베를린 알렉산더 광장 (1980년)
- 양지로의 여행 (1978년)
- 천사들의 그림자 (1976년)
- 폭스와 그의 친구들 (1975년)
- 마샤 (1974년)
- 선 위의 세상 (1973년)